# Eparquía de Cesarea en Capadocia de los armenios
La eparquía de Cesarea en Capadocia de los armenios (en latín: Eparchia Caesariensis in Cappadocia Armenorum) fue una circunscripción eclesiástica de la Iglesia católica en Turquía. Se trataba de una eparquía armenia inmediatamente sujeta al patriarcado de Cilicia de los armenios. Fue suprimida en 1972 y a la vez restaurada como archieparquía titular. Desde el 24 de noviembre de 2021 su archieparca titular (a título personal) es Kévork Khazoumian, del Instituto del Clero Patriarcal de Bzommar.

## Territorio y organización
La eparquía extendía su jurisdicción sobre los fieles católicos de rito armenio residentes en el Imperio otomano desde el río Zamanti al este, hasta los límites de la eparquía de Ancyra al oeste; y al norte desde Halyn hasta los montes Tauro de Cilicia en el sur. La conferencia armenia de Roma de 1867 dispuso que su jurisdicción fuera Capadocia con Cataonia y Licaonia. La eparquía estaba dentro del territorio propio del patriarcado de Cilicia de los armenios.
La sede de la eparquía se encontraba en la ciudad de Kayseri (antiguamente llamada Cesarea en Capadocia).

## Historia

### Antecedentes
Cesarea en Capadocia o Cesarea Mazaca, que corresponde a la actual Kayseri en la región de Anatolia Central en Turquía, fue la capital de la provincia romana de Capadocia. Su primer obispo habría sido Primiano (o Longino), sucedido por Teocrito I en la segunda mitad del siglo II. Fue destruida por el rey persa Sapor I después de la derrota del emperador romano Valeriano en 260.
El Vetus Martyrologium Romanum recuerda a muchos mártires y santos de Cesarea. Entre ellos estaban los obispos Basilio Magno, Leoncio y Lucio, y los mártires Dorotea, Juliano, Sergio, Longino, Eupsiquio, Poliucto, Víctor y Donato, Jacinto, Macrina, Julita, Teodoto, Rufina y Ammiano.
El Concilio de Nicea I en 325 aprobó la ya existente organización eclesiástica según la cual el obispo de la capital de una provincia romana (el obispo metropolitano) tenía cierta autoridad sobre los otros obispos de la provincia (sufragáneos), utilizando por primera vez en sus cánones 4 y 6 el nombre metropolitano. Quedó así reconocido el metropolitanato de Cesarea en la provincia romana de Capadocia. El canon 6 reconoció las antiguas costumbres de jurisdicción de los obispos de Alejandría, Roma y Antioquía sobre sus provincias, aunque no mencionó a Cesarea, su metropolitano también encabezaba de la misma manera a los obispos de la diócesis civil de Capadocia como exarca del Ponto.
En 325 Cesarea pasó a ser un metropolitanato con primacía honoraria sobre los metropolitanatos del Ponto: Nicomedia, Gangra, Ancyra, Amasya, Neocesarea y Sebastia. Posteriormente se le agregaron los de Claudiópolis, (separado de Gangra), Pessinou (separado de Ancyra), Tyana (separado de Cesarea), Melitini (separado de Cesarea). El canon 28 del Concilio de Calcedonia en 451 pasó al patriarca de Constantinopla las prerrogativas del exarca del Ponto, por lo que el metropolitanato de Cesarea pasó a ser parte del patriarcado.
Cuando el rey Tiridates III designó a Gregorio I el Iluminador como primer catolicós del Reino de Armenia, lo envió en 302 a recibir la consagración episcopal de manos del arzobispo Leoncio de Cesarea de Capadocia, por lo que la Iglesia armenia dependió inicialmente de esa sede. Teodoro Askida fue el primer obispo monofisita de Cesarea en Capadocia entre 538 y 550, cuando fue depuesto. 
La Notitia Episcopatuum del pseudo-Epifanio, compuesta durante el reinado del emperador Heraclio I en circa 640, atribuye cinco diócesis sufragáneas a Cesarea: Thermae Basilicae, Nissa, Teodosiópolis de Armenia, Camuliana y Ciscisso. La posterior Notitia de principios del siglo X atribuye 15 sufragáneas a Cesarea. Además de los cinco de tres siglos anteriores, están las diócesis de Lasmendo, Evaisso, Severiade, Arata, Epolia, Aragene, Sobeso, San Procopio, Zamando y Sirica. En todas las Notitiae, Cesarea recibe el segundo lugar entre las sedes metropolitanas del patriarcado de Constantinopla, precedida solo por Constantinopla misma, y sus arzobispos recibieron el título de protothronos, que significa de la primera sede (después de la de Constantinopla). Más de 50 arzobispos de la sede del primer milenio son conocidos por su nombre. 
El general árabe (y más tarde el primer califa omeya) Muawiya ibn Abi Sufyán invadió Capadocia y tomó Cesarea de los bizantinos temporalmente en 647. En 1054 se produjo el Cisma de Oriente y los arzobispos de Cesarea quedaron dentro de la Iglesia ortodoxa de Constantinopla.
Circa 1075 Cesarea fue capturada por los turcos selyúcidas, la ciudad fue renombrada Kayseri y demolida y su población fue masacrada. Como resultado, la ciudad permaneció deshabitada durante el próximo medio siglo. Los danisméndidas capturaron el área en 1092 y reconstruyeron la ciudad en 1134. En 1169 que cayó en manos del Sultanato de Rum hasta la ocupación mongola de 1243. Reconstruida entre los siglos XIII y XVI, Kayseri fue gobernada sucesivamente por los erétnidas hasta que pasó a manos del Imperio otomano en 1397. Sufrió la invasión de Tamerlán, quien la entregó al beylicato de Karaman en 1403. En 1419 fue conquistada por los mamelucos y los otomanos la recapturaron en 1468.
En el siglo XII el metropolitanato de Cesarea tenía 8 sedes sufragáneas, y ninguna en el siglo XIV.
Desde la Edad Media Kayseri tenía arquidiócesis de la Iglesia apostólica armenia, con una gran comunidad, que a principios del siglo XX contaba con 30 000 a 50 000 personas.

### Eparquía
La eparquía católica de Cesarea en Capadocia fue erigida por el papa Pío IX el 2 de junio de 1850.
El eparca de Cesarea participó en el sínodo de Bzommar, que el 15 de noviembre de 1851 estableció diversas disciplinas en la Iglesia armenia y dispuso la creación de nuevas diócesis, fijando sus límites. También participó en el sínodo que el 15 de septiembre de 1866 eligió al archieparca primado de Constantinopla, Antonio Hassun, como patriarca de Cilicia de los armenios, y en la conferencia de Roma del 3 al 19 de julio de 1867 que estableció diversas reformas en la Iglesia armenia y fijó la jurisdicción de la archieparquía de Cesarea de Capadocia en: Capadocia con Cataonia y Licaonia.
En 1890 se reportaron unos 1500 católicos armenios, confiados al cuidado de 3 sacerdotes armenios y de 4 sacerdotes franceses de la Compañía de Jesús.
En 1898 la Congregación de Propaganda Fide informaba que la eparquía tenía 1500 fieles, con 2 parroquias y 4 iglesias y capillas, y 3 sacerdotes. No había seminario y las escuelas elementales eran una para niños con 150 alumnos, y una para niñas con 60 alumnas. Existía un orfanato y un xenodochium. Las monjas de la Inmaculada Concepción estaban presentes.
Debido al genocidio armenio de principios del siglo XX, la eparquía, como todas las diócesis armenias turcas, perdió la mayor parte de su población. El último obispo residente fue Antonio Bahabanian, quien se retiró a Aviñón donde murió.

### Sede titular
Una sede titular católica es una diócesis que ha cesado de tener un territorio definido bajo el gobierno de un obispo y que hoy existe únicamente en su título. Continúa siendo asignada a un obispo, quien no es un obispo diocesano ordinario, pues no tiene ninguna jurisdicción sobre el territorio de la diócesis, sino que es un oficial de la Santa Sede, un obispo auxiliar, o la cabeza de una jurisdicción que es equivalente a una diócesis bajo el derecho canónico.
En 1972 todas las eparquías armenias vacantes en Turquía (mencionadas en el Anuario Pontificio como vacantes, impedidas y dispersas) fueron suprimidas y recategorizadas como sedes titulares, por lo que la archieparquía de Constantinopla abarcó desde entonces de iure todo el territorio de Turquía.
La eparquía titular de Cesarea de Capadocia de los armenios fue conferida por primera vez por la Santa Sede el 11 de noviembre de 1994 al eparca de Nuestra Señora de Nareg en Nueva York Manuel Batakian, I.C.P.B..
Existen además la arquidiócesis titular de Cesarea de Capadocia y la archieparquía titular de Cesarea de Capadocia de los greco-melquitas.

## Episcopologio
- Giovanni Hadjian (Hagian) † (2 de junio de 1850-8 de mayo de 1880 falleció)
- Pablo Emmanuelian † (26 de agosto de 1881-24 de julio de 1899 electo patriarca de Cilicia de los armenios, confirmado el 14 de diciembre de 1899)
- Matteo Sislian † (28 de agosto de 1901, confirmado el 8 de septiembre de 1901-3 de diciembre de 1909 nombrado obispo titular de Ammaedara)
- Antonio Bahabanian † (1 de octubre de 1911-26 de noviembre de 1938 falleció)[11]

### Eparcas titulares
- Manuel Batakian, I.C.P.B. † (11 de noviembre de 1994-12 de septiembre de 2005 nombrado eparca de Nuestra Señora de Nareg en Nueva York)
- Rafael Minassian, I.C.P.B. (24 de junio de 2011-23 de septiembre de 2021 electo patriarca de Cilicia de los armenios)
- Kévork Khazoumian, I.C.P.B., desde el 24 de noviembre de 2021